# Lisa Ridzén
Lisa Kristina Ridzén, född 4 mars 1988, är en svensk författare och forskare i sociologi. 
Lisa Ridzén växte upp i byn Hegled i Jämtland i en familj, där båda föräldrarna var lärare. Hon återvände till byn 2017. Hon har studerat genusvetenskap och sociologi på Umeå universitet och bedriver (2025) doktorandstudier i sociologi vid Mittuniversitetet.
Hon fick utmärkelsen Årets bok 2024 för sin debutbok Tranorna flyger söderut, som översatts till flera språk. Hennes andra bok, I harens spår, har inte publicerats ännu.